# آلفين كاسل
آلفين كاسل (بالإنجليزية: Alvin Cassel)‏ هو محامي أمريكي، ولد في 1910، وتوفي في 2001.